# Línea 526 (Lanús)
La línea 526  pertenece al partido de Lanús, siendo operada por la Micro Ómnibus Este S.A (MOESA). Sus unidades cuentan con SUBE.

## Recorrido
- Estación Lanús – Estación Monte Chingolo – Villa Ofelia:

Ida a Villa Ofelia: Desde Estación Lanús, 29 de Septiembre y Sitio de Montevideo por 29 de Septiembre, Ituzaingo, H. Guidi, 9 de Julio, Dirk Kloosterman, General Pinto,Tucumán, salcedo, Victor Hugo, Camino General Belgrano hasta Avenida F. Onsari.
Vuelta a Estación Lanús: Desde Avenida F. Onsari y Camino General Belgrano por Camino General Belgrano, Victor Hugo, Tucumán, Salcedo, General Pinto, Dirk Kloosterman, 9 de Julio, Villa de Lujan, Sitio de Montevideo hasta 29 de Septiembre.